# 林通喜古厝
林通喜古厝位於台灣嘉義縣新港鄉大潭村88號，建於昭和元年（1926），占地約800坪，建築風格受當時流行維多利亞風格影響，並使用中西合併樣式做建築裝飾。

## 歷史
古厝建於昭和元年（1926），內埕相當寬敞遼闊。古厝是林通喜祖先林山等3兄弟當年承租土地，大面積栽種甘蔗累積財富所興建，並因當時林通喜最為有名，而被稱為林通喜古厝。林通喜生於明治38年（1905），在日治時擔任保正，光復後當過嘉義縣議員，與林維朝交情良好，古厝內部分區域與林維朝故居相雷同，同時喜愛流行文化。目前因有林姓後人居於此，古厝目前不對外開放。
古厝歷經多年，其牆壁梁柱早已斑駁侵蝕，然而古厝的產權由林通喜與其弟之後人共同持有，在整修意見上整合不易，僅在921震災後對古厝受損及漏水部分進行維護，卻也得以避免土地利用開發保持古厝原始風貌至今。

## 建築特色
林通喜古厝占地約800坪，坐東朝西，是三合院格局。正身面寬達七開間，設三關六扇門，古厝圍牆採45°角退凹形式，與門樓山牆搭接，火形的馬背山牆前後各開有一員光門。而六開間的護龍分為下山與頂山，分別三開間，較一般民宅為長，有大量的彩繪妝點其上，磚造台度上為木製壁體，今因風化受損。日本受西方影響而使用昂貴的彩磚，修建古厝時也因其容易施工、色彩鮮豔等優點而採用此。前員光門柱受歐洲流行，牆上的紅磚牆、白色橫帶裝飾，與同屬1910年代的臺灣總督府（今總統府）、專賣局、台中火車站等洋式建築風格近似。
屋頂脊帶上均是花草剪黏，屋簷下有斗拱與垂花。正廳的板壁上書繪掛軸形式書法及文人畫，是由林維朝所撰。正廳壁身的花磚上方為富士山景，下方為傳統歷史人物，脊堵有16處鑲上搭配傳統裝飾藝品的花磚，或是有歐洲風格的門柱設計。以及兩側立面之裙堵選用具有西洋風情的綠底花磚搭配中式竹節窗。古宅門樓上有「西河衍派」及正廳門楣上懸掛的「天錫純嘏」的木雕古匾。